# بورنا جاجاناثان
بورنا جاجاناثان (بالإنجليزية: Poorna Jagannathan)‏ هي ممثلة أمريكية، ولدت في 22 ديسمبر 1972 بتونس في تونس.

## أعمال

### أفلام
- (2017) الدائرة[5][6]

### مسلسلات
- في ليلة

## وصلات خارجية
- بورنا جاجاناثان على موقع IMDb (الإنجليزية)
- بورنا جاجاناثان على موقع قاعدة بيانات الفيلم (الإنجليزية)